# Wilhelm Dichter

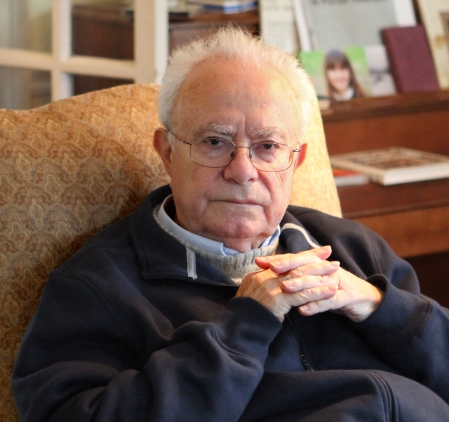
Wilhelm Dichter.

Wilhelm Dichter, född 25 oktober 1935 i Boryslav i nuvarande Lviv oblast, Ukraina, är en polsk-amerikansk författare med judisk familjebakgrund, bosatt i USA.

## Biografi
Wilhelm Dichter föddes 1935 i den polska staden Borysław (Boryslav) som idag tillhör Ukraina. Han överlevde den tyska ockupationen av Polen under andra världskriget genom att hålla sig gömd med sin familj på olika platser, till exempel i en låda på en bekants vind och i en brunn. Fadern dog under kriget och Dichter, hans mor och hennes nye make flyttade först till södra Polen och sedan till Warszawa, där han avlade examen vid stadens tekniska högskola. När kommunistregimen satte igång en antisemitisk kampanj 1968 tvingades han att emigrera till USA där han arbetade som ballistisk ingenjör och senare som dataspecialist.

## Litterära verk
I sextioårsåldern började Dichter skriva om sitt liv. Den självbiografiska romanen Koń Pana Boga från 1996 blev en stor framgång i Polen. År 2003 utkom den på svenska under titeln Herrans häst i Irena Grönbergs översättning. Boken berättar om författarens liv från tidig barndom fram till att han som genom ett under överlever Förintelsen. Boken är skriven som en roman med suggestiva bilder och ett precist, avskalat språk. Den skildrar de fruktansvärda händelserna under andra världskriget utan sentimentalitet och i barnets perspektiv. 
I sin andra bok, Szkoła bezbożników (De gudlösas skola) från år 2000, skildrar Dichter sitt liv efter kriget i det nya kommunistiska Polen. Här får läsaren följa hur den unge mannen blir vuxen, studerar, blir förälskad och hoppas på framtiden. Den tredje boken, Lekcja angielskiego (Engelsklektionen, 2010) berättar om författarens flykt från Polen 1968 och hur han kunde bygga upp ett nytt liv i USA.
De två första böckerna var nominerade till Polens mest prestigefyllda litterära pris, Nikepriset. Wilhelm Dichters romaner har, förutom till svenska, översatts till engelska, tyska, franska, ryska, tjeckiska, holländska och hebreiska.